# Robert Hunter (wielrenner)
Robert ("Robbie") Hunter (Johannesburg, 22 april 1977) is een Zuid-Afrikaans wielerploegleider en voormalig wielrenner.

## Carrière
Robert Hunter kwam in 1998 naar Europa en tekende een stagecontract bij Mapei-Bricobi. Daarna tekende Hunter in 1999 een profcontract bij Lampre. Hunter liet al in zijn debuutjaar zien een goede sprinter te zijn en won een etappe in de Ronde van Spanje. Hoewel Hunter het vaak net moet afleggen tegen de echte topsprinters, reed hij in zijn twee volgende jaren bij Lampre een aardige erelijst bij elkaar, met onder meer een tweede etappezege in de Vuelta en twee in de Ronde van Nederland.
Ook bij Mapei, waar Hunter in 2002 reed, was hij het sprinten niet verleerd, getuige hiervan drie etappezeges in de Ronde van Langkawi en één in de Ronde van Polen. Hij verhuisde het volgende seizoen naar Rabobank, waar hij na een mislukt jaar in 2004 acht zeges bijeen wist te fietsen, onder meer twee etappes in de Ronde van Zwitserland, de Uniqa Classic en de Ronde van Qatar, waarin hij ook eindwinnaar werd.
In 2005 vertrok Hunter naar Phonak. Voor Phonak won hij meteen een aantal kleinere wedstrijden. Nadat Phonak eind 2006 ophield te bestaan tekende Hunter in 2007 een contract bij het Britse Team Barloworld. Barloworld kreeg voor de Ronde van Frankrijk 2007 een wildcard en zodoende kon Hunter in de Tour rijden. In tegenstelling tot de voorgaande edities van de Tour, behaalde hij nu wel toptien-klasseringen. In de tweede etappe werd hij vierde, de derde etappe vijfde en in de vierde etappe was hij heel dicht bij een etappezege. Hij werd echter net geklopt door de Noor Thor Hushovd. Uiteindelijk won hij de elfde etappe, waarmee hij de eerste Zuid-Afrikaan was die een etappe-overwinning behaalde in de Ronde van Frankrijk.
In 2010 reed Hunter voor Garmin-Slipstream. Na in 2011 een jaar te hebben gereden voor RadioShack, ging hij in 2012 weer terug naar Garmin. Daar reed hij zijn laatste twee seizoenen als profrenner. Vanaf het seizoen 2014 werd Hunter ploegleider bij dezelfde ploeg. Eind 2015 kondigde hij zijn afscheid aan en werd manager van verschillende Afrikaanse wielrenners waaronder Louis Meintjes.

## Overwinningen
1998
3e etappe Giro delle Regioni
1999
1e etappe Ronde van Spanje
2000
6e etappe Rapport Toer
 Zuid-Afrikaans kampioen tijdrijden, Elite
2e en 3e etappe deel A Ronde van Nederland
2001
17e etappe Ronde van Spanje
Tour de Rijke
2002
1e, 2e en 5e etappe Ronde van Langkawi
1e etappe Ronde van Polen
2004
3e en 5e etappe Ronde van Qatar
Eindklassement Ronde van Qatar
3e en 5e etappe Ronde van Zwitserland
1e en 3e etappe Uniqa Classic
4e etappe Deel B Ronde van Saksen
2005
Doha International GP
5e etappe Ronde van de Middellandse Zee
4e etappe Catalaanse Week
1e etappe Ronde van Georgia
1e etappe Ronde van Catalonië (ploegentijdrit)
2006
 Zuid-Afrikaans kampioen tijdrijden, Elite
 Afrikaans kampioen tijdrijden, Elite
2007
5e etappe Ronde van de Kaap
2e etappe Ronde van het District Santarém
Eindklassement Ronde van het District Santarém
2e etappe Clásica Alcobendas
1e etappe Ronde van Picardië
Eindklassement Ronde van Picardië
11e etappe Ronde van Frankrijk
2008
Super Challenge Series - Camperdown-Thornville
Super Challenge Series - New Hanover-Wartburg
4e etappe GP CTT Correios de Portugal
2009
4e etappe Ronde van de Middellandse Zee
1e etappe Ronde van de Kaap
3e etappe Ronde van Trentino
2010
1e en 2e etappe Ronde van Murcia
2011
Ronde van Mumbay II
1e etappe Ronde van Oostenrijk
2012
2e etappe Ronde van Qatar (ploegentijdrit)
 Zuid-Afrikaans kampioen op de weg, Elite
4e etappe Ronde van Italië (ploegentijdrit)
2013
2e etappe Mzansi Tour
Eind- en puntenklassement Mzansi Tour

## Resultaten in voornaamste wedstrijden
| Jaar | Ronde van Italië | Ronde van Frankrijk | Ronde van Spanje |
| ---- | ---------------- | ------------------- | ---------------- |
| 1999 |                  |                     | 72e (1)          |
| 2000 |                  |                     |                  |
| 2001 |                  | opgave              | 118e (1)         |
| 2002 | opgave           | 97e                 |                  |
| 2003 |                  | opgave              |                  |
| 2004 |                  |                     | opgave           |
| 2005 |                  | opgave              |                  |
| 2006 |                  | buiten tijd         |                  |
| 2007 |                  | 118e (1)            |                  |
| 2008 |                  | 106e                |                  |
| 2009 | 154e             |                     |                  |
| 2010 |                  | opgave              |                  |
| 2011 | buiten tijd      |                     |                  |
| 2012 | uitgesloten      | opgave              |                  |
| 2013 | 141e             |                     |                  |

| Jaar | Milaan-San Remo | Gent-Wevelgem | Ronde van Vlaanderen | Parijs-Roubaix |  | WK op de weg |  | Wereldranglijsten |
| ---- | --------------- | ------------- | -------------------- | -------------- |  | ------------ |  | ----------------- |
| 1999 |                 |               |                      |                |  |              |  |                   |
| 2000 | 113e            |               |                      | 39e            |  | opgave       |  |                   |
| 2001 |                 |               |                      |                |  |              |  |                   |
| 2002 | 91e             | 6e            | 12e                  | 40e            |  | 45e          |  |                   |
| 2003 | 42e             |               |                      | opgave         |  |              |  |                   |
| 2004 | 50e             | 44e           |                      | 32e            |  |              |  |                   |
| 2005 | opgave          | 21e           |                      |                |  |              |  |                   |
| 2006 | 106e            | 87e           |                      | 69e            |  | 96e          |  | 208e (UPT)        |
| 2007 | 10e             |               |                      |                |  | opgave       |  |                   |
| 2008 | 140e            |               |                      |                |  | opgave       |  |                   |
| 2009 | 53e             |               |                      |                |  |              |  | 169e (UWK)        |
| 2010 |                 |               |                      |                |  |              |  | 143e (UWK)        |
| 2011 | opgave          | 19e           |                      |                |  |              |  |                   |
| 2012 | 105e            | 126e          |                      |                |  |              |  | 203e (UWT)        |
| 2013 | opgave          |               |                      |                |  |              |  |                   |